# 国鉄ナル9950形・オル9970形客車
国鉄ナル9950形・オル9970客車は、かつて日本国有鉄道（国鉄）に在籍した事業用客車（配給車）である。
1953年（昭和28年）6月1日に施行された車両称号規程改正によって創設された形式で、3軸ボギー台車を有する救援車のうち、制式によらない木製のものが重量によって、ナル9950形またはオル9970形のいずれかに分類された。
なお、種車に関わりのある九州鉄道・日本鉄道は当該車両の新製時には既に国有化され、旧鉄道作業局は当該車両の新製前後に鉄道作業局から帝国鉄道庁を経て鉄道院と組織再編されているが、便宜上本記事では九州鉄道系、日本鉄道系、官設鉄道系とする。
ナル9950形の旧形式はナヤ9980形で、1928年（昭和3年）に施行された車両称号規程改正以降に木製雑形ボギー車の改造によって誕生した形式である。
1953年の改番時点ではナヤ9983の1両のみが残っていた。種車は旧日本鉄道系の二等食堂合造車ろし3とみられる。落成時には日本鉄道は国有化されていたが、日本鉄道式の番号を持ち、窓上部の櫛形の飾りに日本鉄道の客車の特徴が見られる。1911年（明治44年）に施行された車両称号規程改正により9200形オロシ9202となった。その後病客車（診療車）9480形ホヘ9482、二等病客車9480形ホロヘ9482と改造され、1928年の改番により9800形ホロヘ9802となり、後に配給車ナヤ9983に改造された。
オル9970形の旧形式はオヤ9940形であるが、うち2両（9970, 9971）は元々は「或る列車」として知られる九州鉄道ブリル客車を教習車に改造したものをさらに改造した。
オル9970は元一等車のブオイ1→（1911年改番）スイフ9240→（記号変更）フスイ9240で、教習車スヤ9032→（1928年改番）オヤ9971に改造された後、救援車9990形ナヤ9993に改造されたものを、さらに配給車9940形オヤ9940に改造した。オル9971は元一等寝台車のブオネ1→（1911年改番）スネ9030→（記号変更）フスイネ9030で、教習車スヤ9030→（1928年改番）オヤ9973に改造されたものを、さらに9940形オヤ9941に改造した。
一方、オル9972は旧官設鉄道系の8500形オハ8504で、その後9940形オヤ9942に改造し、1953年にオル9972に改番したが、後に2軸ボギー台車に交換されナル7700となった。

## 新旧番号対照
- ナル9950 ← ナヤ9983 ← 1928年改番 ホロヘ9802 ← ホロヘ9482 ← ホヘ9482 ← 1911年改番 オロシ9202 ← 1909年 日本鉄道系ろし3

- オル9970 ← オヤ9940 ← ナヤ9993 ← 1928年改番 スヤ9971 ← フスイ9240 ← 1911年改番 スイフ9240 ← 1908年 九州鉄道系ブオイ1
- オル9971 ← オヤ9941 ← 1928年改番 スヤ9973 ← フスイネ9030 ← 1911年改番 スネ9030 ← 1908年 九州鉄道系ブオネ1
- ナル7700 ← オル9972 ← オヤ9942 ← 1928年改番 オハ8504 ← 1911年改番オハ9516 ← 1908年 官設鉄道系オハ227